# Melitaea nekkana
Melitaea nekkana är en fjärilsart som beskrevs av Matsumura 1939. Melitaea nekkana ingår i släktet Melitaea och familjen praktfjärilar. Inga underarter finns listade i Catalogue of Life.